# Adolf Dygasiński

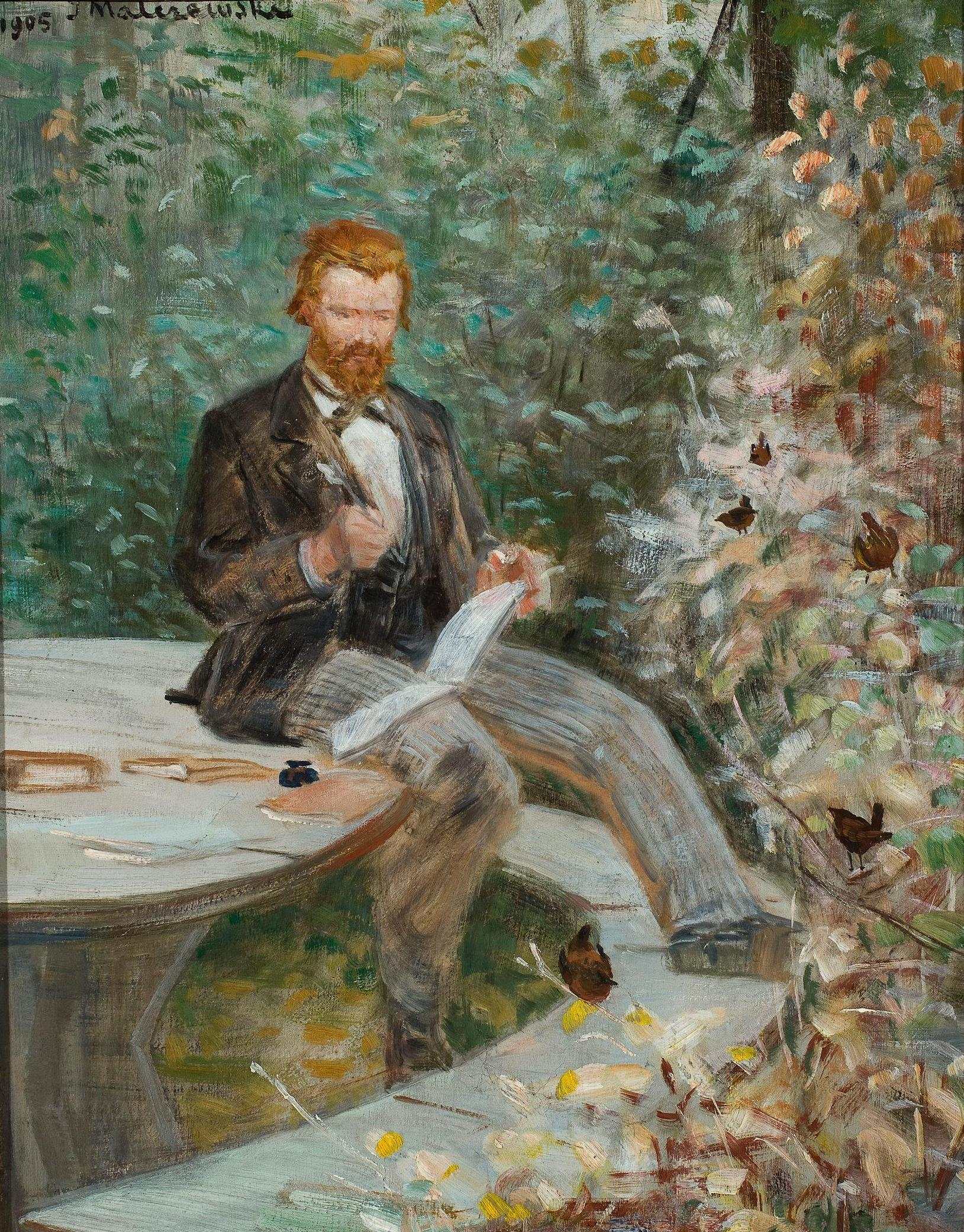
Gemalt von Jacek Malczewski

Adolf Dygasiński (* 7. März 1839 in Niegosławice; † 3. Juni 1902 in Grodzisk Mazowiecki) war ein polnischer Schriftsteller des Positivismus.
Dygasiński stammte aus einfachen Verhältnissen. Er wuchs in der Umgebung von Pińczów auf. Er besuchte das Gymnasium in Kielce und studierte anschließend Philologie, Naturwissenschaften und Geologie in Warschau. Er nahm am Januaraufstand teil und nahm nach dessen Niederschlagung die Studien in Prag wieder auf. Aufgrund finanzieller Schwierigkeiten musste er das Studium abbrechen und wurde Hauslehrer. Zu seinen Schülern zählten unter anderem Jacek Malczewski und Wacław Karczewski. 1871 ging er nach Krakau, wo er eine Buchhandlung eröffnete und ebenfalls als Lehrer tätig war. 1877 ging er nach Warschau, wo er an mehreren Gymnasien unterrichtete. Dort veröffentlichte er 1883 seine erste Erzählung. Von 1890 bis 1891 besuchte er für die Zeitschrift Kurier Warszawski Brasilien, wo er das Leben der polnischen Emigranten beschrieb. Später arbeitete er wieder als Hauslehrer, bevor er sich Anfang des 20. Jahrhunderts endgültig in Warschau niederließ. Nach seinem Tod wurde er auf dem Powązki-Friedhof beigesetzt. Sein Grabmal schuf Czesław Makowski. Zu dessen Füßen liegt die Skulptur des Hundes As, des Titelhelden eines seiner Romane. Insgesamt schrieb Dygasiński 42 Romane und Novellen.